# Comuna Polača, Zadar
Polača este o comună în cantonul Zadar, Croația, având o populație de 1.468 de locuitori (2011).

## Demografie
Componența etnică a comunei Polača
     Croați (88,49%)
     Sârbi (10,42%)
     Necunoscut (0,27%)
     Neclasificat (0,68%)
Componența confesională a comunei Polača
     Catolici (87,4%)
     Ortodocși (10,83%)
     Necunoscută (0,54%)
     Alte religii (1,23%)
Conform recensământului din 2011, comuna Polača avea 1.468 de locuitori. Din punct de vedere etnic, majoritatea locuitorilor (88,49%) erau croați, cu o minoritate de sârbi (10,42%). Apartenența etnică nu este cunoscută în cazul a 0,27% din locuitori. Din punct de vedere confesional, majoritatea locuitorilor (87,4%) erau catolici, cu o minoritate de ortodocși (10,83%). Pentru 0,54% din locuitori nu este cunoscută apartenența confesională.